# K League
K League là hệ thống giải đấu bóng đá chuyên nghiệp của Hàn Quốc bao gồm giải hạng thứ nhất là K League 1 (tên cũ là K League Classic) và hạng thứ hai là K League 2 (tên cũ là K League Challange).

## Lịch sử
K League Classic được thành lập vào năm 1983 với tên gọi Korean Super League, có năm câu lạc bộ thành viên. Năm câu lạc bộ ban đầu là Hallelujah FC, Yukong Elephants, POSCO Dolphins, Daewoo Royals, Kookmin Bank FC. Hallelujah FC giành chức vô địch đầu tiên, hơn một điểm so với đội thứ nhì Daewoo Royals.
Năm 1998, giải bóng đá của Hàn Quốc được tái cấu trúc và đổi tên thành K League. Từ khi thành lập, giải đấu đã mở rộng từ 5 câu lạc bộ ban đầu lên thành 16 câu lạc bộ. Trong 5 câu lạc bộ ban đầu chỉ còn Yukong Elephants, POSCO Dolphins, và Daewoo Royals vẫn tiếp tục thi đấu tại K League; Kookmin Bank FC rời bỏ năm 1984, còn Hallelujah FC là một năm sau đó.
Năm 2013, K League giới thiệu hệ thống hạng đấu mới. Hạng nhất có tên là K League Classic, hạng hai là K League Challenge và tên gọi chung là K League.

## Cấu trúc
Dưới K League 1, là K League 2, và dưới K League 2, là K3 League, một giải đấu bán chuyên/nghiệp dư với 15 câu lạc bộ, được thành lập năm 2020. Hạng tư của bóng đá Hàn Quốc là K4 League.
Không có một hệ thống lên xuống hạng chính thức. Tuy nhiên, từ năm 2013, đội vô địch K League Challenge có thể được thăng hạng K League Classic, nếu đáp ứng đủ điều kiện. Mùa 2012, hai đội từ K League Classic xuống K League Challenge, còn 2013, một đội sẽ xuống K League Challenge, đội xếp thứ 11 K League Classic và đội vô địch K League Challenge sẽ đá play-off.
Từ năm 2018, 2 giải đổi tên K League Classic và K League Challenge đổi tên lần lượt thành K League 1 và K League 2.
Từ năm 2022, đội đứng cuối K League 1 sẽ xuống hạng trực tiếp và thay bằng đội vô địch K League 2; 2 đội xếp thứ 10 và 11 K League 1 sẽ thi đấu trận play-off với đội á quân và đội thắng vòng play-off giữa 3 đội xếp từ thứ 3 đến thứ 5 K League 2 theo thể thức 2 lượt đi và về.
- Hạng Nhất – K League 1 (trước đây là K League Classic)
- Hạng Hai – K League 2 (trước đây là K League Challenge)

## Các câu lạc bộ

### Các câu lạc bộ K League hiện tại (2023)
- Hạng Nhất – K League 1 – 12 câu lạc bộ
- Hạng Hai – K League 2 – 13 câu lạc bộ

### Các câu lạc bộ K League từ trước tới nay
Có tất cả 36 câu lạc bộ thành viên trong lịch sử của K League – những câu lạc bộ được liệt kê dưới tên hiện tại (nếu có):
- Nguyên tắc thống kê chính thức của K League là câu lạc bộ sẽ kế thừa lịch sử và kết quả của câu lạc bộ tiền thân.
- Câu lạc bộ nghiêng không còn tồn tại

| Câu lạc bộ (Thời gian) | Sở hữu | Nhà tài trợ                               | Ghi chú                                                                                             |
| --- | --- | ----------------------------------------- | --------------------------------------------------------------------------------------------------- |
| POSCO FC (1973–1983) POSCO Dolphins (1983–1984) POSCO Atoms (1985–1994) Pohang Atoms (1995–1996) Pohang Steelers (1997–nay)                                                                                          | POSCO |                                           | Thành lập CLB bán chuyên tháng 4 năm 1973 Lên chuyên nghiệp tháng 2 năm 1984                        |
| Hallelujah FC (1983–1985) | cũ Tập đoàn Shindongah |                                           | Ngày ra mắt – 20 tháng 12 năm 1980                                                                  |
| Yukong Elephants (1983–1995) Puchon Yukong (1996–1997.09) Puchon SK (1997.10–2000) Bucheon SK (2001–2005) Jeju United (2006–nay)                                                                                     | SK Energy[1] thuộc SK Group |                                           | Ngày ra mắt – 17 tháng 12 năm 1982                                                                  |
| Saehan Motors FC (1979–1980) Daewoo FC (1980–1983) Daewoo Royals (1983–1995) Pusan Daewoo Royals (1996–1999) Pusan i.cons (2000–2002.07) Pusan I'Cons (2002.07–2004) Busan I'Park (2005–2011) Busan Ipark (2012–nay) | cũ Daewoo Group (1979–1999) Công ty Phát triển Hyundai (2000–nay)                                                                               |                                           | Thành lập CLB bán chuyên năm 1979 Tái thành lập CLB chuyên nghiệp Ngày ra mắt – 3 tháng 12 năm 1983 |
| Câu lạc bộ bóng đá Ngân hàng Kookmin (1983–1984) | Ngân hàng Kookmin |                                           | Thi đấu với tư cách một đội bán chuyên                                                              |
| Hyundai Horang-i (1984–1995) Ulsan Hyundai Horang-i (1996–1998) Ulsan Hyundai Horangi (1999–2007) Ulsan Hyundai (2008–nay)                                                                                           | Công ty Ô tô Hyundai thuộc Tập đoàn Hyundai (1984–1997) Công nghiệp nặng Hyundai thuộc Tập đoàn Công nghiệp nặng Hyundai (1998–nay)             |                                           | Ngày ra mắt – 6 tháng 12 năm 1983                                                                   |
| Lucky-Goldstar Hwangso (1984–1990) LG Cheetahs (1991–1995) Anyang LG Cheetahs (1996–2003) FC Seoul (2004–nay) | Tập đoàn LG (1984–2004) Tập đoàn GS[2] (6/2004–nay)                                                                                             |                                           | Ngày ra mắt – 22 tháng 12 năm 1983                                                                  |
| Câu lạc bộ bóng đá Ngân hàng Hanil (1984–1986) | Ngân hàng Hanil[3] |                                           | Thi đấu với tư cách một đội bán chuyên                                                              |
| Ilhwa Chunma (1989–1995) Cheonan Ilhwa Chunma (1996–1999) Seongnam Ilhwa Chunma (2000–2013) Seongnam FC (2014–nay)                                                                                                   | Ilhwa thuộc Tập đoàn Tongil (1989–2013) Chính quyền Seongnam Cổ đông công dân (2014–nay)                                                        |                                           | Ngày ra mắt – 18 tháng 3 năm 1989                                                                   |
| Chonbuk Buffalo (1994) | | Bobae Soju (1994)                         | Ngày ra mắt – 1993 Ngày giải thể – 1994                                                             |
| Chonbuk Dinos (1995–1996) Chonbuk Hyundai Dinos (1997–1999) Chonbuk Hyundai Motors (2000–2005) Jeonbuk Hyundai Motors (2006–nay)                                                                                     | Liên doanh Hyunyang và Công ty Ô tô Hyundai thuộc Tập đoàn Hyundai (1995–1999.05) Công ty Ô tô Hyundai thuộc Tập đoàn Ô tô Hyundai (5/1999–nay) |                                           | Ngày ra mắt – 12 tháng 12 năm 1994                                                                  |
| Chunnam Dragons (1995–2013) Jeonnam Dragons (2014–nay) | POSCO |                                           | Ngày ra mắt – 16 tháng 12 năm 1994                                                                  |
| Suwon Samsung Bluewings (1996–nay) | Samsung Electronics thuộc Tập đoàn Samsung (1996–3/2014) Cheil Worldwide thuộc Tập đoàn Samsung (4/2014-nay)                                    | Samsung Electronics                       | Ngày ra mắt – 15 tháng 12 năm 1995                                                                  |
| Taejon Citizen (1997–2002) Daejeon Citizen (2003–nay) | Chính quyền Daejeon Cổ đông công dân | Ngân hàng Hana                            | Ngày ra mắt – 12 tháng 3 năm 1997                                                                   |
| Daegu FC (2003–nay) | Chính quyền Daegu Cổ đông công dân | Ngân hàng Daegu                           | Ngày ra mắt – 19 tháng 3 năm 2003                                                                   |
| Incheon United (2004–nay) | Chính quyền Incheon Cổ đông công dân | Ngân hàng Shinhan Sân bay quốc tế Incheon | Ngày ra mắt – 1 tháng 3 năm 2004                                                                    |
| Gyeongnam FC (2006–nay) | Chính quyền Gyeongsangnam-do Cổ đông công dân                                                                                                   | DSME Ngân hàng Gyeongnam                  | Ngày ra mắt – 17 tháng 1 năm 2006                                                                   |
| Gangwon FC (2009–nay) | Chính quyền Gangwon-do Cổ đông công dân | High1 Resort                              | Ngày ra mắt – 18 tháng 12 năm 2008                                                                  |
| Gwangju FC (2011–nay) | Chính quyền Gwangju Cổ đông công dân | Ngân hàng Gwangju                         | Ngày ra mắt – 16 tháng 12 năm 2010                                                                  |
| Sangju Sangmu Phoenix (2011–2012) Sangju Sangmu (2013–2020) | Chính quyền Sangju Đoàn Thể thao Lực lượng Vũ trang Hàn Quốc                                                                                    |                                           | Ngày ra mắt – ngày 26 tháng 2 năm 2011                                                              |
| Police FC (2013) Ansan Police (2014–2015) Ansan Mugunghwa (2016) | Chính quyền Ansan Câu lạc bộ Thể thao Moogoonghwa thuộc Đại học Cảnh sát quốc gia Hàn Quốc                                                      |                                           | Thành lập CLB bán chuyên 29 tháng 3 năm 1996 Lên chuyên và gia nhập K League Challenge năm 2013     |
| Goyang Hi FC (2013–nay) | |                                           | Thành lập CLB bán chuyên in 1999 Lên chuyên và gia nhập K League Challenge năm 2013                 |
| Chungju Hummel (2013–nay) | Hummel Hàn Quốc |                                           | Thành lập CLB bán chuyên tháng 12 năm 1999 Lên chuyên và gia nhập K League Challenge năm 2013       |
| Suwon FC (2013–nay) | Chính quyền Suwon Cổ đông công dân |                                           | Thành lập CLB bán chuyên 15 tháng 3 năm 2003 Lên chuyên năm 2013 Gia nhập K League Challenge        |
| Bucheon FC 1995 (2013–nay) | Chính quyền Bucheon Cổ đông công dân |                                           | Thành lập CLB nghiệp dư 1 tháng 12 năm 2007 Lên chuyên và gia nhập K League Challenge năm 2013      |
| FC Anyang (2013–nay) | Chính quyền Anyang Cổ đông công dân |                                           | Ngày ra mắt – 2 tháng 2 năm 2013 Gia nhập K League Challenge năm 2013                               |
| Seoul E-Land FC (2015–nay) | Tập đoàn E-Land |                                           | Ngày ra mắt – 22 tháng 8 năm 2014 Gia nhập K League Challenge năm 2015                              |
| Asan Mugunghwa (2017–2019) | KNP Sports Club Asan Government |                                           | Ngày ra mắt – 11 tháng 1 năm 2017 Thay thế Ansan Mugunghwa                                          |
| Ansan Greeners (2017–nay) | Ansan Government |                                           | |
| Chungnam Asan (2020–nay) | Asan Government Chungnam Provincial Government                                                                                                  |                                           | |
| Gimcheon Sangmu (2021–nay) | Korea Armed Forces Athletic Corps Gimcheon Government                                                                                           |                                           | |
| Gimpo FC (2022–nay) | Gimpo Government |                                           | |
| Cheonan City (2023–nay) | Cheonan Government |                                           | |
| Chungbuk Cheongju (2023–nay) | Cheongju Government |                                           | |

[1] Yukong đổi tên thành SK Energy

[2] Tập đoàn GS tách ra từ Tập đoàn LG

[3] Ngân hàng Hanil hợp nhất với Ngân hàng Woori

Ghi chú: Horang-i nghĩa là hổ, Hwangso nghĩa là bò mộng, Chunma nghĩa là pegasus, Bulsajo nghĩa là phượng hoàng.

## Vô địch
- Chi tiết về các đội vô địch K League, xem Danh sách các câu lạc bộ vô địch K League.
- Seongnam Ilhwa Chunma là đội thành công nhất về mặt danh hiệu, với 7 lần nâng cúp.
- Nguyên tắc thống kê chính thức của K League là câu lạc bộ sẽ kế thừa lịch sử và kết quả của câu lạc bộ tiền thân.